# Schloss Manětín

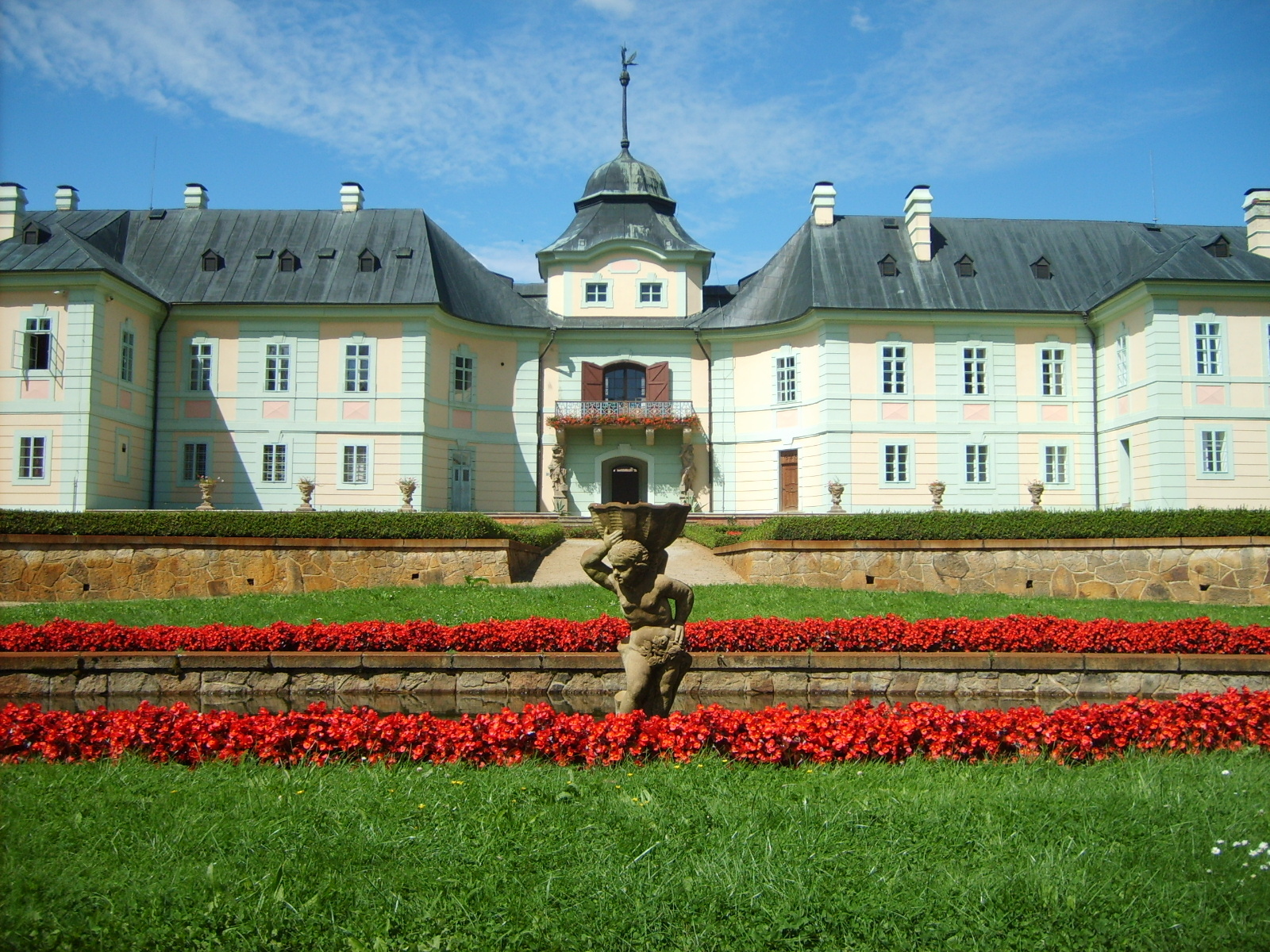
Ansicht vom Schlosspark

Schlossfassade zum Markt

Wirtschaftsgebäude des Schlosses

Das Schloss Manětín befindet sich in der Stadt Manětín (deutsch Manetin) in Westböhmen (Okres Plzeň-sever) in Tschechien.
Der Ort Manětín wurde das erste Mal im Jahre 1169 schriftlich erwähnt, als ihn König Vladislav II. dem Prager Johanniterorden widmete. Während der Herrschaft der Familie Hrobčický von Hrobčice wurde Ende des 16. Jahrhunderts von Hieronymus dem Jüngeren Hrobschitzky von Hrobschitz im Stadtzentrum das Renaissanceschloss erbaut. Nach einem Brand 1712 ließen die damaligen Besitzer, die Familie Lažansky von Bukowe (Lažanští z Bukové), ein neues Schloss mit einem langgezogenen L-förmigen Grundriss erstellen.